# 升仙桥
升仙桥，位于中国河北省石家庄市西关，为石家庄市行唐县的一个省级文物保护单位，类型为古建筑，公布时间为1993年7月15日。
升仙桥的历史年代为宋代。